# Иннокентий (Мигалевич)
Архимандри́т Инноке́нтий (в миру О́сип Мигале́вич; ум. 1744) — архимандрит Новгородского Антониева монастыря Русской православной церкви; педагог, ректор Новгородской духовной семинарии.

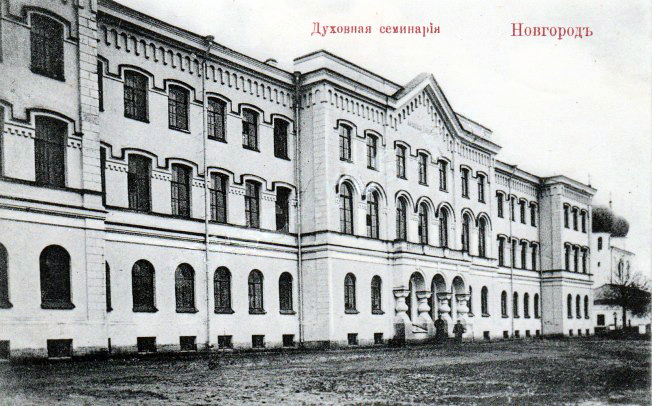
Новгородская семинария

О мирской жизни Осипа Мигалевича сведений практически не сохранилось; известно лишь, что он был родом из Киевской губернии.
В 1740 году, когда открывалась Новгородская духовная семинария, отец Иннокентий был вызван из Киева в Великий Новгород, как «искусный в латинской словесности», и сначала один вёл обучение в семинарии.
С расширением занятий и числа учащихся, Иннокентий Мигалевич был назначен префектом, а с 10 июля 1743 года — ректором и архимандритом Антониева монастыря.
Иннокентий Мигалевич умер 2 апреля 1744 года.